# Zaluzianskya inflata
Zaluzianskya inflata är en flenörtsväxtart som beskrevs av Friedrich Ludwig Diels. Zaluzianskya inflata ingår i släktet Zaluzianskya och familjen flenörtsväxter. Inga underarter finns listade i Catalogue of Life.